# Havmyrtjärnen
Havmyrtjärnen är en sjö i Bräcke kommun i Jämtland och ingår i Ljungans huvudavrinningsområde. Sjön har en area på 0,0548 kvadratkilometer och ligger 402 meter över havet. Havmyrtjärnen ligger i Havmyren Natura 2000-område.

## Delavrinningsområde
Havmyrtjärnen ingår i det delavrinningsområde (695290-146780) som SMHI kallar för Utloppet av Romundssjön. Medelhöjden är 422 meter över havet och ytan är 12,73 kvadratkilometer. Räknas de 4 avrinningsområdena uppströms in blir den ackumulerade arean 18,77 kvadratkilometer. Gimån som avvattnar avrinningsområdet har biflödesordning 2, vilket innebär att vattnet flödar genom totalt 2 vattendrag innan det når havet efter 257 kilometer. Avrinningsområdet består mestadels av skog (68 procent) och sankmarker (16 procent). Avrinningsområdet har 1,79 kvadratkilometer vattenytor vilket ger det en sjöprocent på 14,1 procent.